# Neoserica flexiclava
Neoserica flexiclava är en skalbaggsart som beskrevs av Ahrens 2003. Neoserica flexiclava ingår i släktet Neoserica och familjen Melolonthidae. Inga underarter finns listade i Catalogue of Life.